# Maurice Jeffers
Maurice Cardale Jeffers (Morrilton, 3 april 1979) is een Amerikaans voormalig basketballer.

## Carrière
Jeffers speelde collegebasketbal voor de Arkansas–Fort Smith Lions en Saint Louis Billikens van 1997 tot 2001. Hij werd in de NBA draft van 2001 als 55e gekozen door de Sacramento Kings. Hij brak zijn hand in het begin van de zomer van 2001, tijdens de zomer als onderdeel van zijn herstel diende hij als trainingspartner van Michael Jordan. Hij tekende daarna bij de Kings maar eind oktober 2001 werd zijn contract ontbonden samen met dat van Torraye Braggs. Begin november 2001 werd hij door de Asheville Altitude als 20e gekozen in de NBDL Supplemental Draft. Hij speelde kort voor de ploeg want werd al op 25 november 2001 weggestuurd. Hij speelde nadien in de Zwitserse competitie bij Fribourg Olympic.
In november 2002 speelde hij voor Makesure Sport enkele exhibitiewedstrijden. In 2003 tekende hij eerst bij de Texas RimRockers om daarna over te stappen naar de Kansas Cagerz in de USBL. Hij tekende voor het seizoen 2003/04 bij het Spaanse CB Cornellà. Daarna tekende hij opnieuw voor Kansas Cagerz in de USBL. In de zomer van 2004 speelde hij voor de Chicago Bulls in de NBA Summer League. Hij tekende nadien opnieuw in de Spaanse competitie ditmaal bij Baloncesto León. Het seizoen erop bleef hij in de Spaanse competitie en speelde voor CB L'Hospitalet.
Hij keerde na het seizoen opnieuw terug naar de Kansas Cagerz. Voor het seizoen 2006/07 speelde hij voor CE Lleida Bàsquet en het seizoen erop voor CB Breogán. Van 2008 tot 2010 speelde hij voor het Duitse Gießen 46ers. Na een seizoen in Argentinië bij Club Atlético Lanús keerde hij terug naar het Duitse Gießen 46ers waar hij zijn laatste seizoen speelde.
Na zijn spelerscarrière werd hij een jeugdcoach.

## Erelijst
- Copa Princesa de Asturias: 2008